# Ladislao I di Opole
Ladislao I di Opole (in polacco: Władysław opolski) (1225 circa – 27 agosto/13 settembre 1281/2) fu duca di Kalisz tra il 1234 e il 1244, duca di Wieluń dal 1234 al 1249 e duca di Opole e Racibórz dal 1246 fino alla sua morte.
Era il secondo figlio di Casimiro I di Opole avuto dalla moglie, Viola, probabilmente una nobildonna bulgara.

## Biografia
Al momento della morte del padre, nel 1230, sia Ladislao che suo fratello maggiore Miecislao II il Grasso erano ancora minorenni; per questo furono affidati alla tutela della madre Viola e di Enrico I il Barbuto, Duca di Breslavia. Nel 1234 Enrico I il Barbuto, volendo assumere il pieno controllo su Opole, trasferì i giovani duchi a Kalisz, ma senza eliminare i loro diritti ereditari. Quattro anni dopo, Miecislao II il Grasso raggiunse la maggiore età e Enrico II il Pio (figlio e successore di Enrico I il Barbuto) fu costretto a dargli il governo su Opole-Racibórz. Nonostante ciò, Ladislao e sua madre Viola rimasero a Kalisz, dove la donna funse da reggente fino al 1241, quando Ladislao fu dichiarato adulto e capace di governare da solo.
La morte di Enrico II il Pio nella battaglia di Legnica (1241) mise a repentaglio il dominio di Ladislao su Kalisz e Wieluń; la definitiva perdita di queste terre sembrava essere solo una questione di tempo, grazie alle pretese di Przemysł I duca della Grande Polonia, che voleva recuperare queste terre. Alla fine, Ladislao perse Kalisz nel 1244 e Wieluń cinque anni dopo nel 1249.
Nel 1246 Miecislao II il Grasso morì senza discendenza, lasciando nel suo testamento tutte le sue terre a suo fratello Ladislao. Il nuovo duca non riuscì a mantenere nelle sue mani la fortezza di Lelów, acquisita da Miecislao II tre anni prima. Nonostante questo cattivo inizio del suo governo, Ladislao fece abili manovre con gli altri duchi della casa dei Piast, che gli permisero di mantenere le sue frontiere. Entro la prima metà del XIII secolo, le relazioni di Ladislao con i duchi della Grande Polonia furono normalizzate. Alla fine Ladislao rinunciò a Kalisz e Wieluń e, come parte della sua nuova alleanza con la Grande Polonia, sposò Eufemia, sorella di Przemysł I.
Poco dopo il suo matrimonio, Ladislao, come gli altri duchi Piast, entrò nel conflitto tra Ungheria e Boemia iniziata dopo l'estinzione della Casa di Babenberg. All'inizio, il duca di Opole-Racibórz sostenne gli ungheresi, sostenendo Boleslao V il Casto nei suoi attacchi contro Opawa e Głubczyce. Tuttavia, nel 1255, e per ragioni sconosciute, Ladislao cambiò posizione e sostenne il re Ottocaro II di Boemia, e nel 1260 il duca prese parte personalmente alla battaglia di Kressenbrunn contro gli ungheresi. Questo cambio di alleanza portò ben presto vantaggi reali a Ladislao, sotto forma di regolamenti alle frontiere tra il suo ducato e il regno di Boemia. Nel 1262, al congresso di Danków, Ladislao tentò una triplice alleanza con il re di Boemia, Boleslao V il Casto e Boleslao il Pio, uno dei duchi della Grande Polonia, ma senza risultati significativi.
L'opportunità di ottenere il trono di Cracovia apparve solo nel 1273. Ladislao, nonostante la sua alleanza con Boleslao V il Casto entrò nella Piccola Polonia con alcune delle sue forze. La battaglia decisiva ebbe luogo il 4 giugno 1273 a Bogucin Mały, dove l'esercito Opole-Racibórz fu sconfitto. Nell'ottobre di quell'anno, Boleslao V fece una spedizione di rappresaglia contro Opole-Racibórz; tuttavia, le forze erano limitate solo alla distruzione di aree specifiche del ducato. Nel 1274 Ladislao e Boleslao V decisero di concludere una pace, in base alla quale il duca di Opole-Racibórz probabilmente rinunciò alle sue pretese sul trono di Cracovia, in cambio del quale i confini di entrambi i ducati furono finalmente eliminati.
Il 25 agosto 1278 ebbe luogo la Battaglia di Marchfeld, che si rivelò decisiva per il destino del re Ottocaro II. Nonostante la proficua collaborazione con il Re di Boemia, questa volta Ladislao non inviò truppe di supporto al Re.  Inoltre, poco dopo aver ricevuto notizie della sconfitta e della morte di Ottocaro II, il Duca di Opole-Racibórz attaccò Opawa, probabilmente desiderando ottenerlo. Tuttavia, la rapida normalizzazione della situazione a Praga e l'efficiente governo della reggenza per conto del re minore Venceslao II si scontrarono con le sue intenzioni. Per normalizzare le sue relazioni ormai tese con il regno di Boemia, Ladislao fu presente al Congresso di Vienna nel 1280, dove, insieme a Enrico IV il Probo, rese omaggio al re Rodolfo I di Germania.  Questo incontro sarebbe stato un'occasione per Ladislao concludere una nuova alleanza, questa volta con Enrico IV il Probo, Duca di Breslavia. L'accordo fu suggellato con il matrimonio di Enrico IV con la figlia di Ladislao, forse chiamata Costanza. Ladislao promise inoltre di sostenere il suo nuovo genero nei suoi sforzi per ottenere la corona reale, ma a condizione che sua figlia fosse incoronata come regina.
Nella politica interna, Ladislao cercò di continuare il lavoro dei suoi predecessori, mentre aumentò l'importanza della Chiesa nelle sue terre. Fu fondatore di molti monasteri, come quello domenicano di Racibórz, quello cistercense di Rudy, i francescani di Wodzisław e Głogówek e il benedettino di Orlová. Un altro segno importante del suo regno fu l'istituzione del Diritto di Magdeburgo in quasi tutte le città del suo ducato (come Bytom, Gliwice, Lubliniec, Oświęcim, Wodzisław e Żory).
Ladislao morì tra il 27 agosto e il 13 settembre 1282 (1281 secondo alcune fonti) e fu sepolto nel monastero domenicano di Racibórz.

## Matrimonio e discendenza
Nel 1251 Ladislao sposò Eufemia (c. 1230 – 15 febbraio dopo il 1281), figlia di Ladislao Odonic, Duca della Grande Polonia. Ebbero cinque figli:
- Miecislao I (Mieszko I di Teschen) (1252/56 – ).
- Casimiro (1253/57 – 10 marzo 1312).
- Bolko I (prima del 21 ottobre 1258 – 14 maggio 1313).
- Una figlia (Costanza?) (1256/65? – 1287/88?); sposata da Enrico IV il Probo, duca di Breslavia; successivamente divorziarono
- Premislao (Przemysław) (c. 12 giugno 1268 – 7 maggio 1306).